# 砷化氫
砷化氫或胂，是最簡單的砷化合物，化學式為AsH3，可燃、能自燃。它是砷和氫的高毒性分子衍生物。尽管它毒性很强，在半導體工业中仍广泛使用，也可用於合成各種有机砷化合物。
標準狀態下，AsH3是一种無色，密度高於空氣，可溶於水（200 mL/L）及多種有機溶劑的气体。它本身無臭，但空氣中有大約0.5ppm的胂存在時，它便可被空气氧化產生輕微類似大蒜的氣味。常温下胂很穩定，分解成氫和砷的速度非常慢，但溫度高于230°C时，它便迅速分解。还有幾個因素也會影響胂分解的速度，其中包括濕度、光的存在以及催化劑（鋁）的存在。
AsH3分子呈键角H-As-H為91.8°的三角錐體，且三條As-H鍵长度相等，為1.519 Å。胂还可以指分子式为AsH3-xRx的有機砷化合物，其中 R 可以是芳基或烷基。例如三苯胂（As(C6H5)3）是胂的一种。

## 發現
AsH3在1775年由卡爾·威廉·舍勒發現。他通過鋅和酸反應所生成的游离态氫還原三氧化二砷来製备砷化氫。這个化學反应是馬氏試砷法的前奏。

## 合成
AsH3通常通過含+3价As的物质及含-1价H的物质反应制取。
4AsCl3 + 3NaBH4 → 4AsH3 + 3NaCl + 3BCl3
亦可通過-3价As與質子試劑的化學反應来制备此氣體：
Zn3As2 + 6H+ → 2AsH3 + 3Zn2+

## 化學反應
AsH3的化學性质介于PH3及SbH3之間。

### 熱分解
与一些較重的氫化物一样（例如SbH3、H2Te和SnH4），AsH3不穩定（動力学上较穩定，但熱力學上不穩定）。
2AsH3 → 3H2 + 2As
分解反應是馬氏試砷法的基础（見下文）。

### 氧化作用
仍以SbH3作比較，AsH3易被O2或空氣氧化：
2AsH3 + 3O2 → As2O3 + 3H2O
砷化氫與強氧化劑（例如高錳酸鉀、次氯酸鈉或硝酸等）劇烈反應。

### 制备金屬衍生物
砷化氫是製备純淨或接近純淨的砷的金屬複合物的原料。例如屬於二錳系列的[(C5H5)Mn(CO)2]2AsH，其中核心Mn2AsH是平面的。

### 古特蔡特測砷法
古特蔡特測砷法（Gutzeit test）是一個利用AsH3與Ag+的化學反應来測試砷的特有方法。 雖然此測試在分析化學中已不再使用，但仍可以以下的反應作為一個例子来解釋AsH3在「軟」金屬陽離子中的吸引力。在古特蔡特測砷法中，含水的砷化合物（一般是亞砷酸鹽）被鋅和H2SO4還原便會生成AsH3。此气体将逸出并通入AgNO3溶液或粉末狀的AgNO3中。固體AgNO3與AsH3反應生成黃色的Ag4AsNO3，而 AsH3與AgNO3溶液反應则生成黄色的Ag颗粒溶胶，不稳定。

### 酸-鹼反應
As-H鍵有酸性，可被去質子化。这个性质經常被利用：
AsH3 + NaNH2 → NaAsH2 + NH3
AsH3與三烷基鋁发生相应的反應时，會生成三聚物[R2AlAsH2]3，當中的R=(CH3)3C。 此反應與利用AsH3制备GaAs的反应机理有關，見下。
一般認為AsH3是非鹼性的，但可被超酸質子化，生成四面体形离子[AsH4]+。

### 與鹵化物的反應
砷化氫與鹵素（氟及氯）或它們的化合物（例如：三氯化氮）的化學反應非常危險，可导致爆炸。

### 生成聯胂的反應
雖然H2As-AsH2及H2As-As(H)-AsH2可被探測到，但與PH3不同，AsH3很难形成穩定的鏈。聯胂在-100°C以上不穩定。

## 微電子學中的應用
AsH3可用於合成與微電子學及固態雷射有關的半導體材料。與磷相似，砷是硅及锗的n-摻染物。 更重要的用途是以AsH3為原料，在700-900°C通過化學氣相沉積来製造半導體材料砷化镓（GaAs）：
Ga(CH3)3 + AsH3 → GaAs + 3CH4

## 於化學戰的應用
早在第二次世界大戰前，AsH3就已計劃用于化學戰。由于该氣體無色，幾乎無臭，且密度是空氣的2.5倍，因此非常适合在化學戰中用作覆蓋效應搜索。其致命濃度遠低於能闻到蒜頭氣味的濃度。尽管如此，与光氣相比它非常易燃且效果较低，因此從未正式用作武器。另一方面，有幾種基於砷化氫的有機化合物，例如：路易斯毒氣（氯乙烯氯胂）、亞當毒氣（二苯胺氯胂）、克拉克一號毒氣（二苯胺氯胂）、克拉克二號毒氣（二苯氰化胂）等则曾用於化學戰中。

## 司法科學及馬氏試砷法
AsH3在司法科學中亦非常著名，因為它可用于砷中毒的探測。舊的（但特別敏感的）馬氏试砷法样品中含砷時便會釋放出砷化氫。 此方法大約在1836年由詹姆士·馬西发明。它是基於受害者身體（通常在胃部）的含砷樣本與無砷鋅及稀硫酸的反應：如樣本含砷，氣態砷化氫便會生成。其後氣體通過玻璃管，在250-300°C的溫度下分解。若裝置中加熱部份有砷镜生成，便表明砷的存在。而若裝置的清涼部分有黑鏡沉澱物生成，则表明銻的存在。
十九世紀末至二十世初，馬氏試砷法曾廣泛使用，但現在被更多經過改善的、更複雜的技術取代，例如：用於司法領域的中子活化分析。

## 毒性
關於其他砷化合物的毒性，另見砷、三氧化二砷和砷中毒。
砷化氫的毒性與其他砷化合物的毒性非常不同。雖然曾有記录因皮膚接觸而中毒，但主要途徑還是吸入後中毒。砷化氫使紅血球中的血紅素凝固，使它易被身體破壞。
吸入砷化氫的第一症狀是頭痛、暈眩及反胃，需數小時后才能感觉到。其後，症狀有溶血性貧血(高水平的非結合膽紅素)、血紅素尿和腎病。在最严重的情况下，對腎臟的傷害可持續很長時間。
吸入250ppm的砷化氫便會迅速死亡，而曝露在30ppm的砷化氫中30分鐘亦可致命。長期曝露於10ppm的砷化氫也可致命。曝露於0.5ppm的砷化氫後會出現中毒症狀。雖然可以合理地假設砷化氫與其他砷化合物有共通點，長期曝露可導致砷中毒，但目前只有少量關於砷化氫的慢性毒性的資料。

## 参見
- 砷
- 二甲胂酸
- 卡可基氧

## 外部連結
- International Chemical Safety Card 0222  國際化學品安全策略 0222 （页面存档备份，存于）
- IARC Monograph "Arsenic and Arsenic Compunds"  IARC專業論文——砷及砷化合物
- NIOSH Pocket Guide to Chemical Hazards  NIOSH對化學危險物的小型指導 （页面存档备份，存于）
- Data on arsine from Air Liquide 自液態空氣的砷化氫數據